# Prägedruck

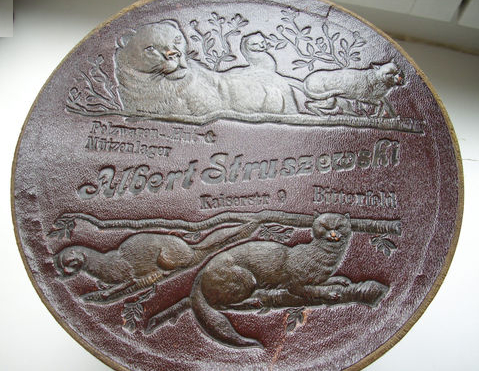
Alter Muffkartondeckel mit Prägedruck

Der Präge- oder auch Reliefdruck ist eine Variante der Radierung, bei dem die Druckplatte im Unterschied zum normalen Tiefdruck zusätzlich starke Erhöhungen, Vertiefungen, Durchbrüche oder aufgelötetes Material aufweist: Diese prägen sich beim Drucken als Relief in das zu bedruckende Material, z. B. dickes Kupferdruckbüttenpapier, so dass hier gleichzeitig (mit Farbe) gedruckt und geprägt wird.
Wird ein Reliefdruck dagegen lediglich geprägt, also ohne Farbe gedruckt, so wird er als Blinddruck, Blindprägung oder Gaufrage bezeichnet, das Druckverfahren selbst auch als Gaufrieren.